# درییتانگ
درییتانگ (به صربی: Drijetanj) یک منطقهٔ مسکونی در صربستان است.